# Egon Müller

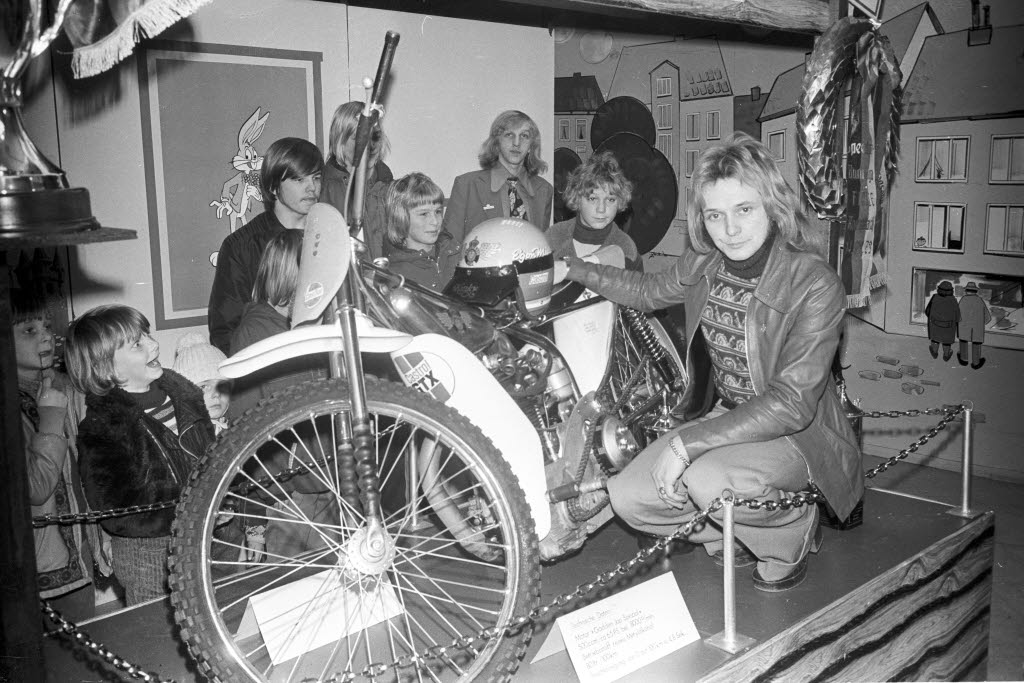
Egon Müller, 1973.

Egon Müller, född 1948, var en västtysk speedwayförare och rocksångare.
Müller blev världsmästare 1983 på hemmabana. Han var också en bohem; arrangörerna kunde aldrig känna sig riktigt säkra på om han skulle dyka upp till tävlingen. Ole Olsen den före detta danske världsmästaren ondgjorde sig över Egons bortavaro från en tävling i Voyens. Han var som en rockidol och lockade även den inte speciellt speedway-intresserade till banorna, framförallt under de få gästframträdanden han gjorde i England där han tävlade i Hull och King's Lynn.